# Château de Bellegarde (Lamonzie-Montastruc)
Pour les articles homonymes, voir Château de Bellegarde.
Le château de Bellegarde est situé sur la commune de Lamonzie-Montastruc, dans le département français de la Dordogne. Il a été bâti au XIVe siècle, mais a été profondément réaménagé à plusieurs reprises.

## Historique
Le château médiéval construit sur un éperon rocheux dépendait du château de Montastruc.

## Architecture
Le château primitif a un plan en U. Il n'en reste que quelques éléments en particulier des fenêtres géminées et une tour d'escalier. L'ensemble a été reconstruit au XIXe siècle puis de 1910 à 1912.
Ses décors intérieurs datent du XXe siècle. Il est inscrit aux monuments historiques le 5 janvier 2006.

## Parc et jardins
Le parc dessiné par l'architecte paysagiste Gabriel Perdoux et les pigeonniers sont aussi inscrits monuments historiques.